# Herbert V. Guenther
Herbert Vighnāntaka Guenther (* 17. März 1917 in Bremen; † 11. März 2006) war ein deutscher Indologe, Tibetologe und Buddhismusforscher.

## Leben
Guenther besuchte als Jugendlicher das Alte Gymnasium in Bremen und war schon sehr früh von allem Asiatischen fasziniert. Er begann bereits mit neun Jahren bei einem chinesischen Ingenieur die chinesische Sprache zu erlernen und mit zehn gab er einem russischen Seemann Deutsch-Unterricht im Austausch gegen Russisch. Nach seinem Abschluss am Alten Gymnasium, wo er sich neben Latein, Griechisch und Hebräisch privat intensiv mit Sanskrit beschäftigt hatte, studierte er an der LMU München und der Universität Wien. In München lernte er seine spätere Frau Ilse Rossrucker kennen, die in Wien vergleichende Sprachwissenschaft und Indogermanistik studiert hatte. Die beiden fühlten sich durch ihr gemeinsames Interesse an Musik (sie spielte Klavier, er Flöte), an der Philosophie Heideggers und an den Upanishaden sowie ihre Ablehnung der nationalsozialistischen Politik verbunden. Guenther hatte bei Wilhelm Geiger und Walther Wüst (letzterer seit 1933 Mitglied der NSDAP, seit 1934 V-Mann des SD, seit 1936 Mitglied der SS) studiert (indoarische Philosophie und Altertumskunde, Nebenfächer Iranistik und Anglistik) und 1939 bei dem schon emeritierten Wilhelm Geiger mit einer Dissertation über die Grammatik des buddhistischen Mischprakrits, der Sprache des Mahavastu, promoviert.
1941 ging Guenther nach Wien, wo er seine Studien fortsetzte und sich 1943 mit einer Arbeit über das Sidat-Sagarava, die einheimische sinhalesische Grammatik, habilitierte. Angenommen wurde diese Arbeit von Erich Frauwallner (seit 1932 Mitglied in der NSDAP, seit 1933 im NS-Lehrerbund). Auf Frauwallners Anregung hin begann Guenther in dieser Zeit auch mit Tibetischen Studien, da in Tibet der tantrische Buddhismus bis in die Gegenwart überliefert wurde. Frauwallner wurde im Frühling 1943 zum Wehrdienst einberufen und Guenther hielt ab dem Wintersemester 1943/1944 Vorlesungen im Fach Indologie ab. Frauwallner wurde nach dem Krieg wegen seiner NS-Vergangenheit die Lehrbefugnis entzogen (er bekam sie 1952 zurück).
Als Frauwallner 1947 nach Wien zurückkehrte und anfing, sich um die Wiedererlangung seiner Lehrbefugnis zu bemühen, kam es zu wissenschaftlichen, politischen und persönlichen Auseinandersetzungen zwischen Frauwallner und Guenther; Frauwallner warf Guenther vor, er habe systematisch buddhologische Fachwerke aus seiner Privatbibliothek entwendet, die in die Universität ausgelagert war. Die Universitätsbehörden folgten diesen Vorwürfen, da Frauwallner Belege dafür vorweisen konnte. Seit 1947 plante die Familie Guenther einen Weggang nach Indien, wobei Herbert Guenther sich um ein dortiges Lehramt bemühte. Grund war in erster Linie, dass er fand, ein Indologe müsse auch in Indien arbeiten und forschen. Hinzu kam die ihm immer unerträglicher erscheinende Atmosphäre an der Wiener Universität.
Im Jahre 1950 zog die Familie Guenther nach Indien. An der Universität in Lakhnau unterrichtete Guenther von 1950 bis 1958 Russisch; parallel setzte er seine Studien fort und veröffentlichte in dieser Zeit u. a. ein Buch über den Theravada-Buddhismus, zwei Titel über den tantrischen Buddhismus: Yuganaddha – the Tantric View of Life (1952) und Concept of Mind in Buddhist Tantrism (1956) und eine Arbeit über den buddhistischen Abhidharma (Philosophy and Psychology in the Abhidharma (1957)).
1958 wurde er an die Sanskrit University in Benares berufen, wo er Head of the Department of Comparative Philosophy and Buddhist Studies wurde und bis 1963 blieb. In dieser Zeit hatte er die Möglichkeit, mit zahlreichen tibetischen und mongolischen Lamas aller buddhistischen Schulen zu studieren und seine eigenen Forschungen über den tibetischen Buddhismus voranzutreiben.
Während seiner Lehr- und Forschungstätigkeit in Benares veröffentlichte Guenther auch seine ersten größeren Übersetzungen aus dem Tibetischen: sGam-po-pa, The Jewel Ornament of Liberation (1959) und The Life and Teaching of Naropa (1963).
Nach seiner Zeit an der Sanskrit University wurde Guenther 1964 an die University of Saskatchewan in Saskatoon, Kanada, berufen, wo er Head of the Department of Far Eastern Studies wurde und bis zu seiner Pensionierung 1984 blieb. Auch danach setzte er seine buddhistischen Studien bis zu seinem Tod fort und veröffentlichte zahlreiche weitere Bücher und Artikel.

## Werke (in deutscher Sprache)
- Das Seelenproblem im älteren Buddhismus. Weller, Konstanz 1949
- Der Buddha und seine Lehre. Nach der Überlieferung der Theravadins. Rascher, Zürich 1956
- Tantra als Lebensanschauung. Aus dem Englischen von Ursula von Mangoldt. Barth, München 1974, ISBN 3-502-61240-4
- Tantra im Licht der Wirklichkeit (mit Chögyam Trungpa). Aurum, Freiburg im Breisgau 1976, ISBN 3-591-08026-8
- Juwelenschmuck der geistigen Befreiung. Das Buch des tibetischen Buddhismus. Diederichs, München 1989, ISBN 3-424-00996-2
- Wirbelndes Licht. Texte zur holistischen Prozessphilosophie des tibetischen Buddhismus der älteren Überlieferung. Buddhistischer Studienverlag, Berlin 2006, ISBN 3-937059-05-9
- Abwärts und wieder Aufwärts. Allegorische Erzählungen über Werden und Transzendenz. Hrsg. v. Peter Gäng. Buddhistischer Studienverlag, Berlin 2009, ISBN 978-3-937059-17-4
- Göttliche und dämonische Dimensionen des Weiblichen. Ral-gcig-ma und Mukhale – zwei Göttinnen des tantrischen Buddhismus. Buddhistischer Studienverlag, Berlin 2010, ISBN 978-3-937059-18-1
- Die Lehren des Padmasambhava. Buddhistischer Studienverlag, Berlin 2010, ISBN 978-3-937059-21-1